# Râul Nirajul Mare
Râul Nirajul Mare este un curs de apă, unul din cele două brațe care formează râului Niraj. Se unește cu râul Nirajul Mic în localitatea Câmpu Cetății pentru a forma Râul Niraj.

## Hărți
- Harta județului Mureș
- Harta zonei Miercurea Nirajului  Arhivat în 24 ianuarie 2007, la Wayback Machine.